# Hausen (Lich)
Koordinaten: 50° 31′ 36,6″ N, 8° 52′ 10,4″ O

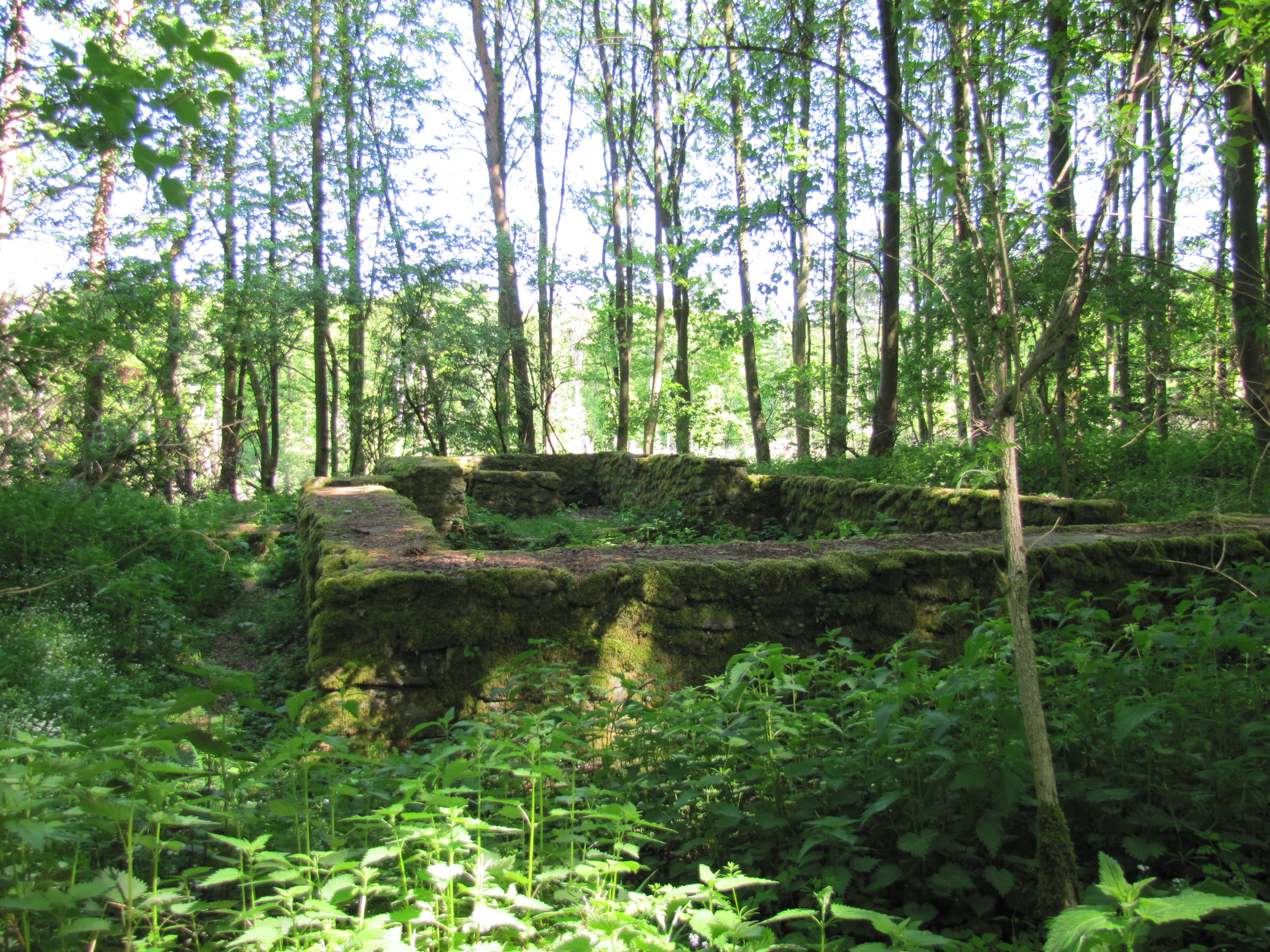
Wüstung Hausen bei Nieder-Bessingen

Die Dorfwüstung Hausen befindet sich im Tal der Wetter, etwa 3,7 km östlich von Lich im mittelhessischen Landkreis Gießen.

## Ort
Die urkundliche Ersterwähnung geschieht 886/887 im Codex Laureshamensis als „Garuuardeshusen“. Dort heißt es: „in pago Wettereiba ... in villa Garuuardshusen“ (im Gau Wetterau im Ort Garwardshausen). Der Rufname Garuward ist hier grundlegend. Damit lässt sich der Ortsname im 9. Jahrhundert als „Haus des Garuwards“ erklären.
1268 wird der Ort „Husen“ genannt: „de Bezcingen et Husen“ (von Bessingen und Hausen). Das Grundwort ist zu diesem Zeitpunkt bereits weggefallen.
1428 heißt es: „zo Husen bij Liech gelegen.“
Seine größte Ausdehnung erreichte der Ort kurz um die Wende vom 13. zum 14. Jahrhundert. Schon bald darauf hat der Prozess des Wüstwerdens stattgefunden. In einer Urkunde aus dem Jahr 1436 ist der Ort bereits als „Wüstung Husen“ verzeichnet, eine eigenständige Ortsgemarkung lässt sich noch bis 1551 belegen. Die Flurgemarkung „Häuser Gericht“ findet sich in Akten der benachbarten Gemeinden Nieder-Bessingen (bis ins 17. Jahrhundert) und Langsdorf (bis ins 19. Jahrhundert). Von der ehemaligen Gerichtslinde existiert eine Zeichnung aus dem Jahr 1851.

## Schottenkirche
Von 1968 bis 1970 fanden Ausgrabungen unter der Leitung von Waldemar Küther statt, in deren Verlauf die Grundmauern einer Kirche freigelegt und restauriert wurden. Der im 13. Jahrhundert entstandene Kirchenbau steht auf dem Grund einer früheren, iroschottischen Kirche aus dem 8. Jahrhundert. Am 21. Juni 778 schenkte Abt Beatus von Honau dem Kloster Honau acht Eigenkirchen in der Wetterau, dem Vogelsberg und in Mainz. Darunter fällt auch eine Kirche die im Wald in der Mark Lich oder Luttenbach errichtet wurde: „ecclesiam quae est constructa in silva in Marchlicheo sive Luttenbach“. Der Ort Luttenbach konnte in der Forschung bisher nicht lokalisiert werden.
1313 wurden Kirche und Ort als Filiale der Mutterkirche in Lich erwähnt: „ecclesiam et villam in Husen, que matrici ecclesie in Lychen existitit.“
Neben Keramiken, Steingefäßen und einem Schlüssel ist ein frühmittelalterliches Beinrelief aus der zweiten Hälfte des 8. Jahrhunderts der bedeutendste Fund der Ausgrabungsarbeiten.